# Gran Premio di superbike di Vallelunga 2008
Il Gran Premio di Superbike di Vallelunga 2008 è stata la dodicesima prova su quattordici del Campionato mondiale Superbike 2008, è stato disputato il 21 settembre sull'Autodromo di Vallelunga e in gara 1 ha visto la vittoria di Noriyuki Haga davanti a Max Biaggi e Troy Corser, lo stesso pilota si è ripetuto anche in gara 2, davanti a Michel Fabrizio e Troy Corser.
La vittoria nella gara valevole per il campionato mondiale Supersport 2008 è stata ottenuta da Jonathan Rea.
È stata questa la seconda e ultima volta che il campionato mondiale Superbike è stato ospitato sul circuito di Vallelunga.

## Risultati

### Gara 1

#### Arrivati al traguardo[4]
| Pos. | Nº  | Pilota             | Squadra                        | Motocicletta      | Giri | Tempo     | Griglia | Punti |
| ---- | --- | ------------------ | ------------------------------ | ----------------- | ---- | --------- | ------- | ----- |
| 1º   | 41  | Noriyuki Haga      | Yamaha Motor Italia WSB        | Yamaha YZF-R1     | 24   | 39:25.030 | 3º      | 25    |
| 2º   | 3   | Max Biaggi         | Sterilgarda Go Eleven          | Ducati 1098 RS 08 | 24   | +0:00.129 | 4º      | 20    |
| 3º   | 11  | Troy Corser        | Yamaha Motor Italia WSB        | Yamaha YZF-R1     | 24   | +0:00.535 | 2º      | 16    |
| 4º   | 76  | Max Neukirchner    | Alstare Suzuki                 | Suzuki GSX-R1000  | 24   | +0:05.188 | 6º      | 13    |
| 5º   | 7   | Carlos Checa       | Hannspree Ten Kate Honda       | Honda CBR1000RR   | 24   | +0:06.693 | 12º     | 11    |
| 6º   | 21  | Troy Bayliss       | Ducati Xerox                   | Ducati 1098 F08   | 24   | +0:07.993 | 1º      | 10    |
| 7º   | 84  | Michel Fabrizio    | Ducati Xerox                   | Ducati 1098 F08   | 24   | +0:16.976 | 7º      | 9     |
| 8º   | 44  | Roberto Rolfo      | Hannspree Honda Althea         | Honda CBR1000RR   | 24   | +0:18.359 | 13º     | 8     |
| 9º   | 34  | Yukio Kagayama     | Suzuki Alstare                 | Suzuki GSX-R1000  | 24   | +0:19.214 | 8º      | 7     |
| 10º  | 38  | Shin'ichi Nakatomi | YZF Yamaha                     | Yamaha YZF-R1     | 24   | +0:19.386 | 19º     | 6     |
| 11º  | 57  | Lorenzo Lanzi      | R.G. Team                      | Ducati 1098 RS 08 | 24   | +0:21.230 | 9º      | 5     |
| 12º  | 10  | Fonsi Nieto        | Suzuki Alstare                 | Suzuki GSX-R1000  | 24   | +0:24.956 | 10º     | 4     |
| 13º  | 96  | Jakub Smrž         | Guandalini Racing              | Ducati 1098 RS 08 | 24   | +0:25.186 | 21º     | 3     |
| 14º  | 36  | Gregorio Lavilla   | Ventaxia VK Honda              | Honda CBR1000RR   | 24   | +0:31.799 | 17º     | 2     |
| 15º  | 86  | Ayrton Badovini    | Team Pedercini                 | Kawasaki ZX-10R   | 24   | +0:33.949 | 18º     | 1     |
| 16º  | 55  | Régis Laconi       | Kawasaki PSG-1 Corse           | Kawasaki ZX-10R   | 24   | +0:34.050 | 15º     |       |
| 17º  | 94  | David Checa        | Yamaha France Ipone GMT 94     | Yamaha YZF-R1     | 24   | +0:34.665 | 20º     |       |
| 18º  | 9   | Chris Walker       | Ventaxia VK Honda              | Honda CBR1000RR   | 24   | +0:52.420 | 26º     |       |
| 19º  | 88  | Shūhei Aoyama      | Alto Evolution Honda Superbike | Honda CBR1000RR   | 24   | +1:02.555 | 24º     |       |
| 20º  | 100 | Makoto Tamada      | Kawasaki PSG-1 Corse           | Kawasaki ZX-10R   | 24   | +1:06.475 | 25º     |       |
| 21º  | 122 | Matěj Smrž         | D.F. Racing                    | Honda CBR1000RR   | 24   | +1:16.985 | 28º     |       |
| 22º  | 50  | Matt Lynn          | Alto Evolution Honda Superbike | Honda CBR1000RR   | 23   | +1 giro   | 29º     |       |

#### Ritirati
| Nº  | Pilota            | Squadra                    | Motocicletta      | Giri | Griglia |
| --- | ----------------- | -------------------------- | ----------------- | ---- | ------- |
| 194 | Sébastien Gimbert | Yamaha France Ipone GMT 94 | Yamaha YZF-R1     | 17   | 22º     |
| 13  | Vittorio Iannuzzo | Team Pedercini             | Kawasaki ZX-10R   | 14   | 23º     |
| 111 | Rubén Xaus        | Sterilgarda Go Eleven      | Ducati 1098 RS 08 | 6    | 11º     |
| 73  | Christian Zaiser  | Grillini PBR               | Yamaha YZF-R1     | 5    | 27º     |
| 23  | Ryūichi Kiyonari  | Hannspree Ten Kate Honda   | Honda CBR1000RR   | 3    | 5º      |
| 54  | Kenan Sofuoğlu    | Hannspree Ten Kate Honda   | Honda CBR1000RR   | 2    | 14º     |
| 31  | Karl Muggeridge   | D.F. Racing                | Honda CBR1000RR   | 2    | 16º     |

### Gara 2

#### Arrivati al traguardo[5]
| Pos. | Nº  | Pilota             | Squadra                        | Motocicletta      | Giri | Tempo     | Griglia | Punti |
| ---- | --- | ------------------ | ------------------------------ | ----------------- | ---- | --------- | ------- | ----- |
| 1º   | 41  | Noriyuki Haga      | Yamaha Motor Italia WSB        | Yamaha YZF-R1     | 24   | 39:10.265 | 3º      | 25    |
| 2º   | 84  | Michel Fabrizio    | Ducati Xerox                   | Ducati 1098 F08   | 24   | +0:01.507 | 7º      | 20    |
| 3º   | 11  | Troy Corser        | Yamaha Motor Italia WSB        | Yamaha YZF-R1     | 24   | +0:02.268 | 2º      | 16    |
| 4º   | 76  | Max Neukirchner    | Alstare Suzuki                 | Suzuki GSX-R1000  | 24   | +0:11.813 | 6º      | 13    |
| 5º   | 7   | Carlos Checa       | Hannspree Ten Kate Honda       | Honda CBR1000RR   | 24   | +0:17.922 | 12º     | 11    |
| 6º   | 10  | Fonsi Nieto        | Suzuki Alstare                 | Suzuki GSX-R1000  | 24   | +0:18.281 | 10º     | 10    |
| 7º   | 34  | Yukio Kagayama     | Suzuki Alstare                 | Suzuki GSX-R1000  | 24   | +0:19.368 | 8º      | 9     |
| 8º   | 38  | Shin'ichi Nakatomi | YZF Yamaha                     | Yamaha YZF-R1     | 24   | +0:19.717 | 19º     | 8     |
| 9º   | 55  | Régis Laconi       | Kawasaki PSG-1 Corse           | Kawasaki ZX-10R   | 24   | +0:23.868 | 15º     | 7     |
| 10º  | 44  | Roberto Rolfo      | Hannspree Honda Althea         | Honda CBR1000RR   | 24   | +0:24.198 | 13º     | 6     |
| 11º  | 96  | Jakub Smrž         | Guandalini Racing              | Ducati 1098 RS 08 | 24   | +0:25.426 | 21º     | 5     |
| 12º  | 111 | Rubén Xaus         | Sterilgarda Go Eleven          | Ducati 1098 RS 08 | 24   | +0:28.384 | 11º     | 4     |
| 13º  | 23  | Ryūichi Kiyonari   | Hannspree Ten Kate Honda       | Honda CBR1000RR   | 24   | +0:30.436 | 5º      | 3     |
| 14º  | 194 | Sébastien Gimbert  | Yamaha France Ipone GMT 94     | Yamaha YZF-R1     | 24   | +0:36.490 | 22º     | 2     |
| 15º  | 9   | Chris Walker       | Ventaxia VK Honda              | Honda CBR1000RR   | 24   | +0:42.903 | 26º     | 1     |
| 16º  | 21  | Troy Bayliss       | Ducati Xerox                   | Ducati 1098 F08   | 24   | +0:43.758 | 1º      |       |
| 17º  | 88  | Shūhei Aoyama      | Alto Evolution Honda Superbike | Honda CBR1000RR   | 24   | +0:44.993 | 24º     |       |
| 18º  | 57  | Lorenzo Lanzi      | R.G. Team                      | Ducati 1098 RS 08 | 24   | +0:48.469 | 9º      |       |
| 19º  | 100 | Makoto Tamada      | Kawasaki PSG-1 Corse           | Kawasaki ZX-10R   | 24   | +0:58.868 | 25º     |       |
| 20º  | 94  | David Checa        | Yamaha France Ipone GMT 94     | Yamaha YZF-R1     | 24   | +1:18.547 | 20º     |       |
| 21º  | 122 | Matěj Smrž         | D.F. Racing                    | Honda CBR1000RR   | 24   | +1:42.272 | 28º     |       |
| 22º  | 50  | Matt Lynn          | Alto Evolution Honda Superbike | Honda CBR1000RR   | 23   | +1 giro   | 29º     |       |

#### Ritirati
| Nº | Pilota            | Squadra                  | Motocicletta      | Giri | Griglia |
| -- | ----------------- | ------------------------ | ----------------- | ---- | ------- |
| 86 | Ayrton Badovini   | Team Pedercini           | Kawasaki ZX-10R   | 15   | 18º     |
| 13 | Vittorio Iannuzzo | Team Pedercini           | Kawasaki ZX-10R   | 13   | 23º     |
| 36 | Gregorio Lavilla  | Ventaxia VK Honda        | Honda CBR1000RR   | 6    | 17º     |
| 73 | Christian Zaiser  | Grillini PBR             | Yamaha YZF-R1     | 5    | 27º     |
| 31 | Karl Muggeridge   | D.F. Racing              | Honda CBR1000RR   | 2    | 16º     |
| 54 | Kenan Sofuoğlu    | Hannspree Ten Kate Honda | Honda CBR1000RR   | 0    | 14º     |
| 3  | Max Biaggi        | Sterilgarda Go Eleven    | Ducati 1098 RS 08 | 0    | 4º      |

### Supersport

#### Arrivati al traguardo[3]
| Pos. | Nº  | Pilota               | Squadra                    | Motocicletta    | Giri | Tempo     | Griglia | Punti |
| ---- | --- | -------------------- | -------------------------- | --------------- | ---- | --------- | ------- | ----- |
| 1º   | 65  | Jonathan Rea         | Hannspree Ten Kate Honda   | Honda CBR600RR  | 22   | 36:48.656 | 3º      | 25    |
| 2º   | 23  | Broc Parkes          | Yamaha World Supersport    | Yamaha YZF-R6   | 22   | + 2.971   | 1º      | 20    |
| 3º   | 50  | Eugene Laverty       | Yamaha World Supersport    | Yamaha YZF-R6   | 22   | + 6.461   | 7º      | 16    |
| 4º   | 26  | Joan Lascorz         | Glaner Motocard.com        | Honda CBR600RR  | 22   | +7.135    | 6º      | 13    |
| 5º   | 77  | Barry Veneman        | RES Software Hoegee Suzuki | Suzuki GSX-R600 | 22   | + 10.945  | 2º      | 11    |
| 6º   | 127 | Robbin Harms         | Hannspree Stiggy Motors.   | Honda CBR600RR  | 22   | + 14.412  | 9º      | 10    |
| 7º   | 69  | Gianluca Nannelli    | Hannspree Honda Althea     | Honda CBR600RR  | 22   | + 14.557  | 4º      | 9     |
| 8º   | 83  | Didier van Keymeulen | RES Software Hoegee Suzuki | Suzuki GSX-R600 | 22   | + 19.286  | 10º     | 8     |
| 9º   | 8   | Mark Aitchison       | Triumph Italia BE1 Racing  | Triumph 675     | 22   | + 23.854  | 11º     | 7     |
| 10º  | 41  | Josh Hayes           | Parkalgar Racing           | Honda CBR600RR  | 22   | + 31.193  | 12º     | 6     |
| 11º  | 47  | Ivan Clementi        | Triumph Italia BE1 Racing  | Triumph 675     | 22   | + 31.327  | 14º     | 5     |
| 12º  | 25  | Joshua Brookes       | Hannspree Stiggy Motors.   | Honda CBR600RR  | 22   | + 39.771  | 19º     | 4     |
| 13º  | 17  | Miguel Praia         | Parkalgar Racing           | Honda CBR600RR  | 22   | + 40.957  | 16º     | 3     |
| 14º  | 123 | Terence Toti         | Celani Team Suzuki Italia  | Suzuki GSX-R600 | 22   | + 41.196  | 15º     | 2     |
| 15º  | 105 | Gianluca Vizziello   | Benjan Racing              | Honda CBR600RR  | 22   | + 41.337  | 18º     | 1     |
| 16º  | 11  | Russell Holland      | Hannspree Honda Althea     | Honda CBR600RR  | 22   | + 43.421  | 13º     |       |
| 17º  | 55  | Massimo Roccoli      | Yamaha Lorenzini by Leoni  | Yamaha YZF-R6   | 22   | + 44.790  | 20º     |       |
| 18º  | 21  | Katsuaki Fujiwara    | Kawasaki Gil Motor Sport   | Kawasaki ZX-6R  | 22   | + 45.564  | 17º     |       |
| 19º  | 44  | David Salom          | Yamaha Spain               | Yamaha YZF-R6   | 22   | + 54.098  | 21º     |       |
| 20º  | 126 | Chris Martin         | Kawasaki Gil Motor Sport   | Kawasaki ZX-6R  | 22   | + 58.063  | 25º     |       |
| 21º  | 81  | Graeme Gowland       | Berry Racing               | Honda CBR600RR  | 22   | +1:01.773 | 22º     |       |
| 22º  | 7   | Patrik Vostárek      | Intermoto Czech            | Honda CBR600RR  | 22   | +1:16.595 | 27º     |       |
| 23º  | 10  | David Perret         | Berry Racing               | Honda CBR600RR  | 22   | +1:16.917 | 31º     |       |
| 24º  | 124 | Jeremy Crowe         | Yamaha Spain               | Yamaha YZF-R6   | 22   | +1:17.279 | 24º     |       |
| 25º  | 34  | Balázs Németh        | Factory Racing             | Honda CBR600RR  | 22   | +1:17.539 | 30º     |       |
| 26º  | 117 | Denis Sacchetti      | Factory Racing             | Honda CBR600RR  | 22   | +1:28.143 | 32º     |       |
| 27º  | 42  | Alex Cudlin          | Triumph - SC               | Triumph 675     | 22   | +1:29.485 | 34º     |       |

#### Ritirati
| Nº  | Pilota           | Squadra                  | Motocicletta   | Giri | Griglia |
| --- | ---------------- | ------------------------ | -------------- | ---- | ------- |
| 88  | Andrew Pitt      | Hannspree Ten Kate Honda | Honda CBR600RR | 18   | 5º      |
| 30  | Jesco Gunther    | Benjan Racing            | Honda CBR600RR | 11   | 28º     |
| 14  | Matthieu Lagrive | Intermoto Czech          | Honda CBR600RR | 9    | 8º      |
| 35  | Giuseppe Barone  | CRS Grand Prix           | Honda CBR600RR | 8    | 29º     |
| 45  | Andrea Zappa     | Triumph - SC             | Triumph 675    | 7    | 33º     |
| 199 | Danilo Dell'Omo  | RRT Team                 | Honda CBR600RR | 6    | 23º     |
| 4   | Lorenzo Alfonsi  | CRS Grand Prix           | Honda CBR600RR | 5    | 26º     |